# Poephila cincta
Poephila cincta là một loài chim trong họ Estrildidae.